# DIY Network
DIY Network è un'emittente televisiva statunitense edita da Warner Bros. Discovery.

## Storia
DIY fu la seconda rete ad essere lanciata dalla E. W. Scripps Company dopo HGTV, che ebbe notevole successo. Nei primi due anni, vennero utilizzati alcuni programmi di HGTV mentre in un secondo momento, vennero creati nuovi contenuti originali. La programmazione del canale, fu basata principalmente su un pubblico maschile a differenza del primo canale di Scripps che fu basato su un pubblico femminile. Nel 2010 l'emittente televisiva, annunciò che avrebbe cominciato le trasmissioni in alta definizione il 12 maggio su Dish Network. Nel novembre 2018, Chip e Joanna Gaines di Casa su misura, annunciarono al The Tonight Show condotto da Jimmy Fallon, che erano in trattativa con Discovery per creare un canale incentrato sullo stile di vita. Nell'aprile 2019, Discovery annunciò ufficialmente che sarebbe nato il canale Magnolia Network, in collaborazione con la società Magnolia della famiglia Gaines e che avrebbe sostituito DIY Network. Il canale, fu inizialmente designato per il lancio l'8 ottobre 2020 ma a causa della pandemia di Covid-19, è stato posticipato al 2021. In concomitanza con il lancio di Magnolia Network, verranno trasmessi i nuovi episodi di Casa su misura.

## Palinsesto
DIY ha una programmazione costituita da programmi factual che trattano: case, design, architettura, giardini e lifestyle per un pubblico generalista:
Programmi televisivi
- Alaska Off the Grid
- American Rehab
- America's Most Desperate Landscape
- Barnwood Builders
- Bath Crashers
- BATHtastic
- Big Beach Builds
- Blog Cabin
- Building Alaska (Alaska: costruzioni selvagge)
- Building off the Grid
- Celebrity Rides: Burt Builds a Bandit
- Containables
- Cool Tools
- Desperate Landscapes
- Disaster House
- Ed the Plumber
- Extra Yardage
- First Time Flippers
- Flea Market Flip on DIY Network
- Garage Mahal
- Heritage Hunters
- Holmes: Buy It Right
- Holmes: Next Generation
- House Crashers
- I Hate My Kitchen
- I Hate My Yard
- Kitchen Crashers
- Kitchen Impossible
- Lawn & Order
- Louisiana Flip N Move
- Maine Cabin Masters
- Man Caves
- Mega Decks (Mega terrazze)
- Mega Dens
- Million Dollar Contractor (Case da un milione di dollari)
- Pool Kings
- Rehab Addict (Come ti trasformo la casa)
- Restored
- Renovation Realities
- Restoring Galveston
- Rev Run's Renovation
- Salvage Dawgs
- Sledgehammer
- Stone House Revival
- Sweat Equity
- Texas Flip N Move (Case a domicilio)
- The Bronson Pinchot Project
- The Vanilla Ice Project
- The Treehouse Guys (Per fare casa ci vuole un albero)
- Vanilla Ice Goes Amish
- Yardcore
- Yard Crashers